# 玉环大鹿岛景区
28°05′32″N 121°24′13″E / 28.0923°N 121.4036°E
玉环大鹿岛景区，是位于中华人民共和国浙江省玉环市大鹿岛的一个风景区，属于国家4A级旅游景区。

## 特点
玉环大鹿岛景区由很多无居民岛组成，地质结构主要为礁石和悬壁。1963年，经浙江省人民政府批准，当地政府在大鹿山修建林场，有五名拓荒知识青年上山种植木麻黄、马尾松、黑松等。景区由大鹿山、小鹿山组成，两山以浅滩相接。大鹿岛面积较小，两小时便可步行环岛一圈，主要景点都在环岛路边。1992年11月，中华人民共和国林业部批准修建14个省级森林公园，大鹿岛是唯一的海岛森林公园。2007年11月，被评为国家4A级旅游景区。

## 图库

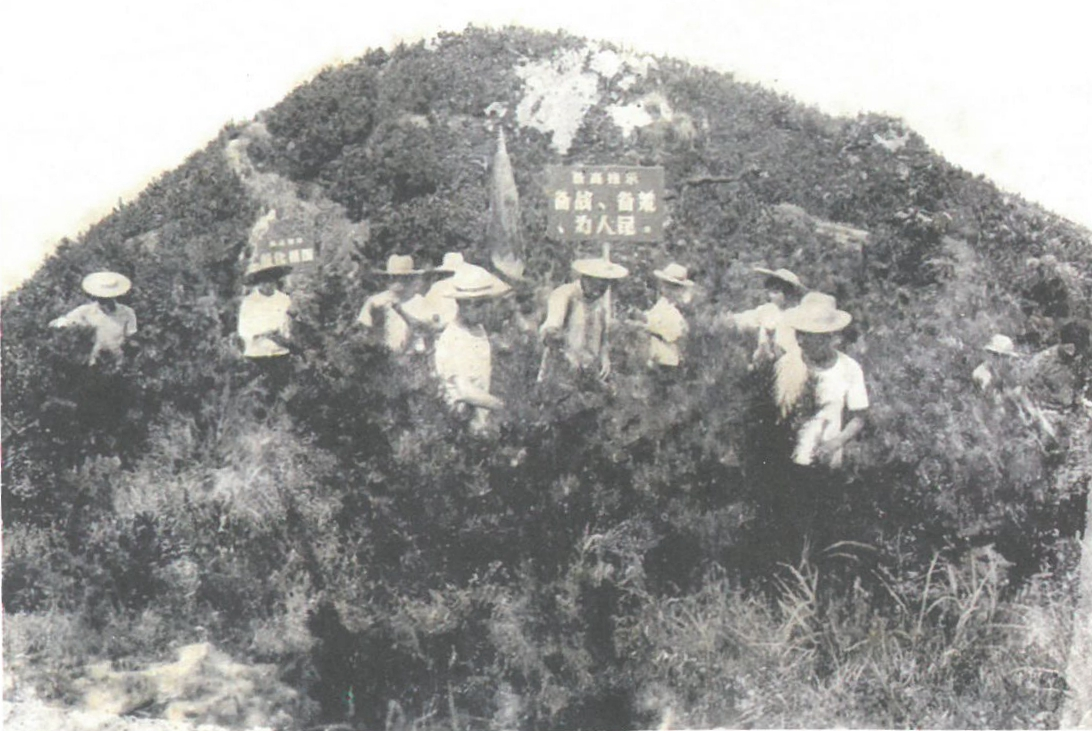
1969年知识青年上大鹿岛
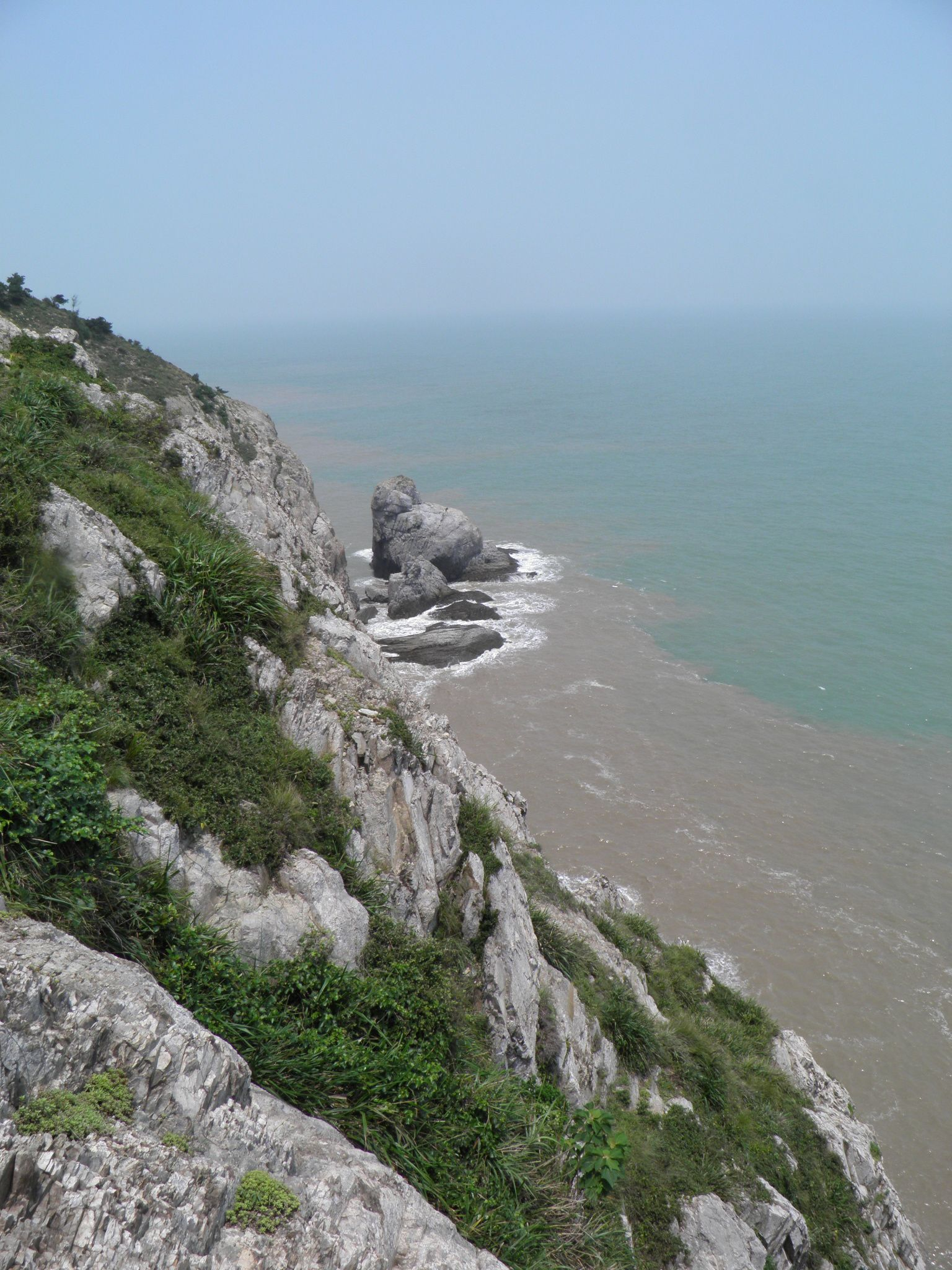
玉环大鹿岛
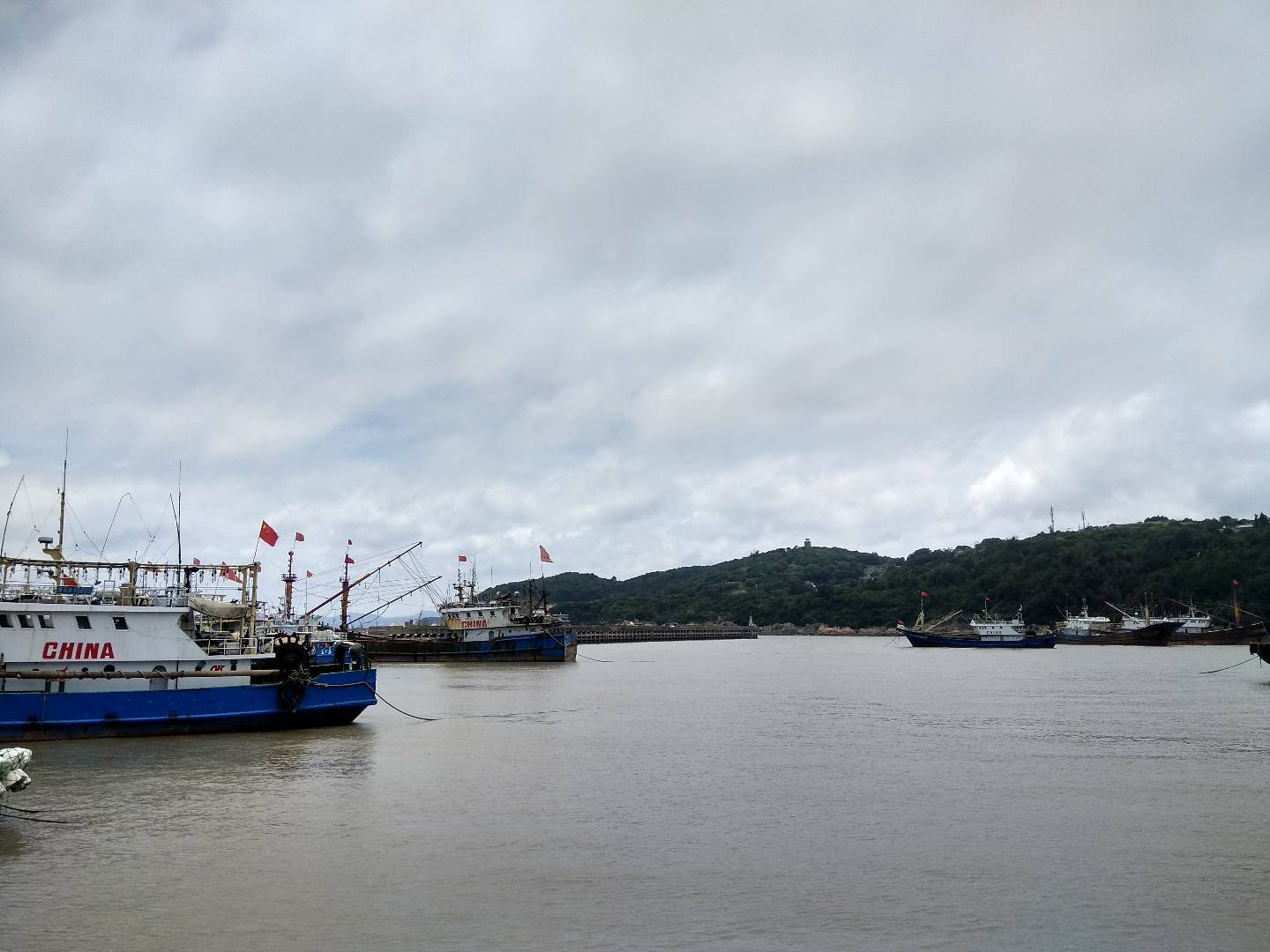
玉环栈台港湾